# Der Esel und der Gärtner

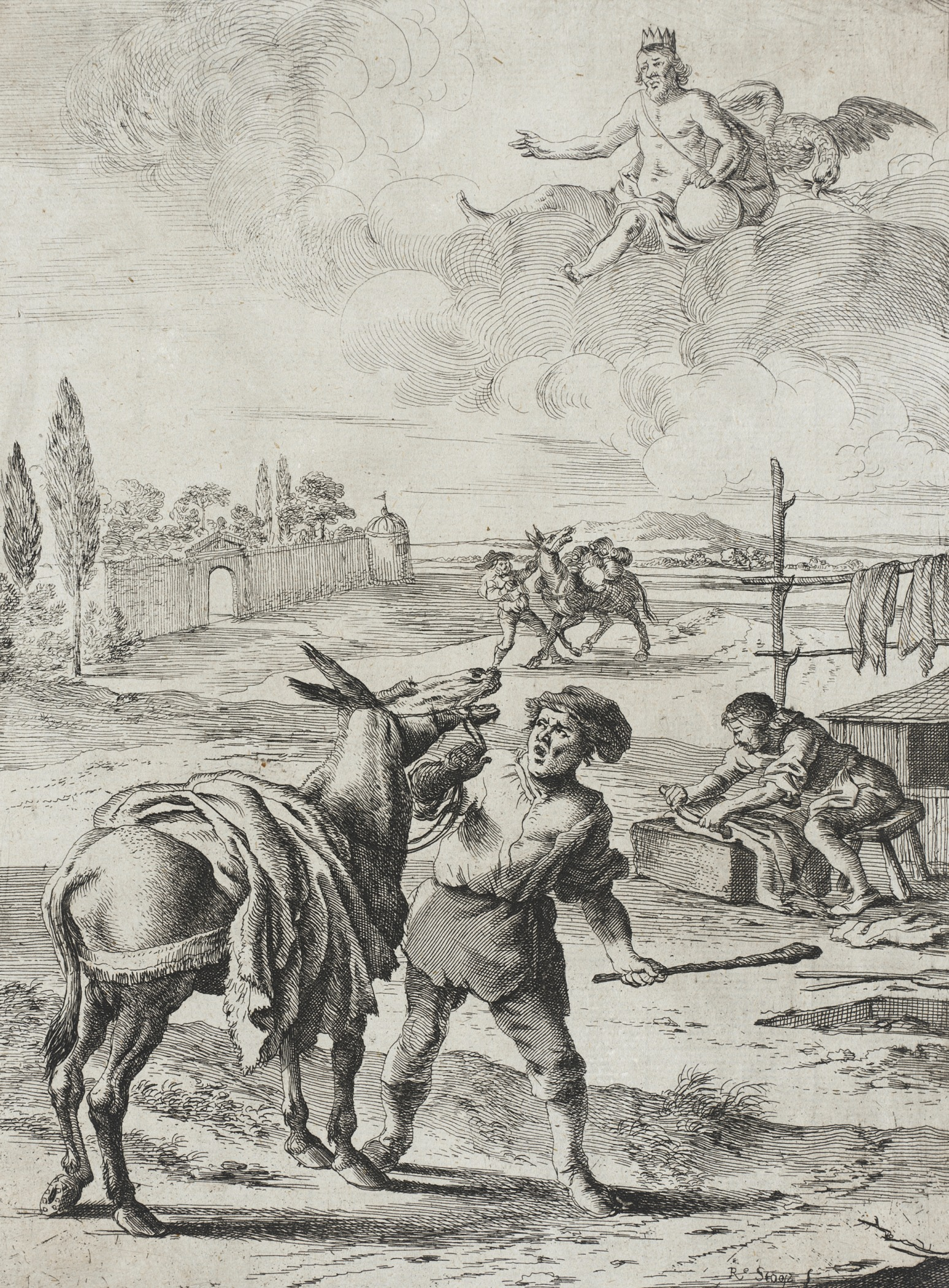
Dirck Stoop (Utrecht 1655): Jupiter and the Ass

Der Esel und der Gärtner ist eine Fabel mit mythischen Implikationen, die Äsop zugeschrieben wird. Sie veranschaulicht das Sprichwort „Vom Regen in die Traufe kommen“.
Der Esel, der für einen Gärtner arbeitet, betet zu Zeus, dass dieser ihn aus der Mühsal befreie, weil er zu wenig zu fressen bekomme. Zeus schickt seinen Boten Hermes, um dem Gärtner zu befehlen, den Esel an einen Töpfer zu verkaufen. Als es dem Esel bei dem neuen Herrn noch schlechter gefällt, erfleht er wiederum den Beistand des Zeus, der ihn nun an einen Gerber weiterverkaufen lässt. Der Esel sieht, wie Haustiere getötet und ihnen das Fell abgezogen wird. Jetzt erst gewinnt er die Einsicht, dass es doch viel besser war, sich bei seinen früheren Herren abzuplagen und zu hungern, als hier, wo er, wenn er sterbe, nicht einmal ein Grab haben werde.
Die Fabel demonstriert die Unfähigkeit, aus Erfahrung klug zu werden, denn der Esel macht zweimal den gleichen Fehler. Darüber hinaus wird gezeigt, dass im Mythos nicht alle Entscheidungen von den Menschen abhängig sind, und überzogene Erwartungen von den höheren Mächten korrigiert werden.
Die äsopsche Fabel nahm der französische Fabulist Jean de La Fontaine als Vorlage für seine Version Der Esel und seine Herren.